# جيفري توماس (ممثل)
جيفري توماس (بالإنجليزية: Jeffrey Thomas)‏ هو مؤلف وكاتب سيناريو وكاتب وممثل نيوزيلندي وبريطاني، ولد في القرن 20 في ويلز في المملكة المتحدة.

## أعمال

### أفلام
- (2015) الغرب البطئ[4]

### مسلسلات
- آلهة الحلبة

## وصلات خارجية
- جيفري توماس على موقع IMDb (الإنجليزية)
- جيفري توماس على موقع قاعدة بيانات الفيلم (الإنجليزية)